# Germán Kessler
Pour les articles homonymes, voir Kessler.
Pas d'image ? Cliquez ici

a Compétitions nationales et continentales officielles uniquement.

b Matchs officiels uniquement.
Dernière mise à jour le 26 août 2022.
Germán Kessler, né le 1er juillet 1994 à Montevideo (Uruguay), est un joueur international uruguayen de rugby à XV évoluant au poste de talonneur. Il évolue avec le club de Provence rugby en Pro D2 depuis 2021.

## Carrière

### En club
Germán Kessler commence le rugby avec le Los Cuervos Rugby, un club amateur de sa ville natale disputant le championnat d'Uruguay.
Il quitte son pays natal en 2019 pour rejoindre le club américain des Warriors de l'Utah qui évolue en Major League Rugby. Cependant, en raison de problèmes de visa, il ne peut rejoindre les États-Unis avant la fin de saison, et ne dispute donc aucun match.
En décembre 2019, il rejoint le club français de Soyaux Angoulême en Pro D2 jusqu'à la fin de la saison en cours,. Il dispute son premier match sous ses nouvelles couleurs le 9 janvier 2020 contre Perpignan, et marque à cette occasion un essai,. En mars de la même année, il prolonge son contrat avec le club charentais pour deux saisons, plus une autre en option,. Il quitte le club à l'issue de la saison 2020-2021.
En juin 2021, il s'engage avec Provence rugby pour une durée de deux saisons.
Non conservé à la fin de son contrat, il fait son retour à Soyaux Angoulême en octobre 2023, en tant que joker médical de Motu Matu'u. Son contrat expire en mars 2024, et il quitte le club dans la foulée. Il rejoint quelques semaines plus tard l'US Montauban au sein du même championnat, jusqu'à la fin de la saison en cours,.
Libre après son passage à Montauban, il s'engage pour deux saisons avec le Rouen NR en Nationale.

### En équipe nationale
Germán Kessler joue avec l'équipe d'Uruguay des moins de 20 ans en 2014, disputant le trophée mondial junior. Il marque quatre essais en autant de matchs lors de cette compétition.
Il fait ses débuts en équipe d'Uruguay à l'occasion d'un match contre l'équipe du Paraguay le 11 avril 2015.
Peu après ses débuts internationaux, il fait partie du groupe uruguayen sélectionné par Pablo Lemoine participer à la coupe du monde en Angleterre. Il dispute deux matchs dans cette compétition, contre le pays de Galles et l'Australie. Placé dans un groupe très difficile, l'Uruguay perd logiquement tous ses matchs et finit à la dernière place de sa poule.
En 2018, il joue le barrage aller-retour contre le Canada dans le cadre des qualifications de la zone Amériques pour la Coupe du monde 2019. Avec deux victoires, sur le score de 29-38 à Vancouver et de 32-31 à Montevideo, l'Uruguay décroche sa qualification pour la Coupe du monde 2019.
En 2019, il est retenu dans la liste de 31 joueurs pour disputer la Coupe du monde 2019 au Japon. Il participe à quatre rencontres lors de la compétition, dont la victoire historique de son équipe contre les Fidji le 25 septembre 2019,.
En août 2023, il est sélectionné dans le groupe de 33 joueurs pour disputer le Mondial en France. Il est titulaire lors de trois matchs de son équipe, et inscrit un essai face à la Namibie.

## Palmarès

### En équipe nationale
- Vainqueur du Championnat d'Amérique du Sud en 2016 et 2017.

## Statistiques internationales
- 63 sélections avec l'Uruguay depuis 2015.
- 85 points (15 essais).

- Participation aux Coupes du monde 2015 (2 matchs), 2019 (4 matchs, 1 essai) et 2023 (3 matchs, 1 essai).